# Micrurus alleni
Micrurus alleni (стрілоголовий кораловий аспід) — вид отруйних змій родини аспідових (Elapidae). Мешкає в Центральній Америці.

## Поширення і екологія
Стрілоголові коралові аспіди мешкають на атлантичних низовинах і передгірських схилах від північного сходу Гондурасу до заходу Панами та на тихоокеанському узбережжі в передгірській і низькогірській зонах від заходу Центральної Коста-Рики до заходу Панами, а також на заході Центрального плато в Коста-Риці. Вони живуть у вологих тропічних лісах, на висоті до 1620 м над рівнем моря. Живляться переважно прісноводними вугрями Synbranchus marmoratus, черв'яками, зміями та деякими ящірками.